# Here at Last... Bee Gees... Live
Here at Last... Bee Gees... Live è un album live del gruppo musicale dei Bee Gees, registrato il 20 dicembre 1976 e pubblicato nel maggio 1977.
L'album ha raggiunto il #8 nella classifica degli USA ed in quella dell'Australia, il #1 in Nuova Zelanda ed il #2 in Spagna ed ha venduto 4,6 milioni di copie nel mondo.
Originariamente pubblicato su doppio vinile, l'album è stato ristampato come doppio CD nel 1990.

## Tracce
Tutte le tracce composte da Barry, Robin e Maurice Gibb, eccetto dove segnalato.

### LP 1
Lato 1
1. I've Gotta Get a Message to You – 4:02
2. Love So Right – 4:47
3. Edge of the Universe – 5:15 (testo: Barry Gibb/Robin Gibb)
4. Come on Over – 3:25 (testo: Barry Gibb/Robin Gibb)
5. Can't Keep a Good Man Down – 4:47

Lato 2
1. Medley – 19:56

### LP 2
Lato 1
1. You Should Be Dancing – 9:22
2. Boogie Child – 5:02
3. Down The Road – 4:32 (testo: Barry Gibb/Robin Gibb)
4. Words – 4:19

Lato 2
1. Wind of Change – 4:42 (testo: Barry Gibb/Robin Gibb)
2. Nights on Broadway – 4:41
3. Jive Talkin' – 5:03
4. Lonely Days – 4:12